# Blonder Mönchsaffe
Der Blonde Mönchsaffe (Pithecia albicans), auch Schwarzrücken-Mönchsaffe oder Schwarzrückensaki genannt, ist eine Primatenart aus der Gruppe der Neuweltaffen.

## Merkmale

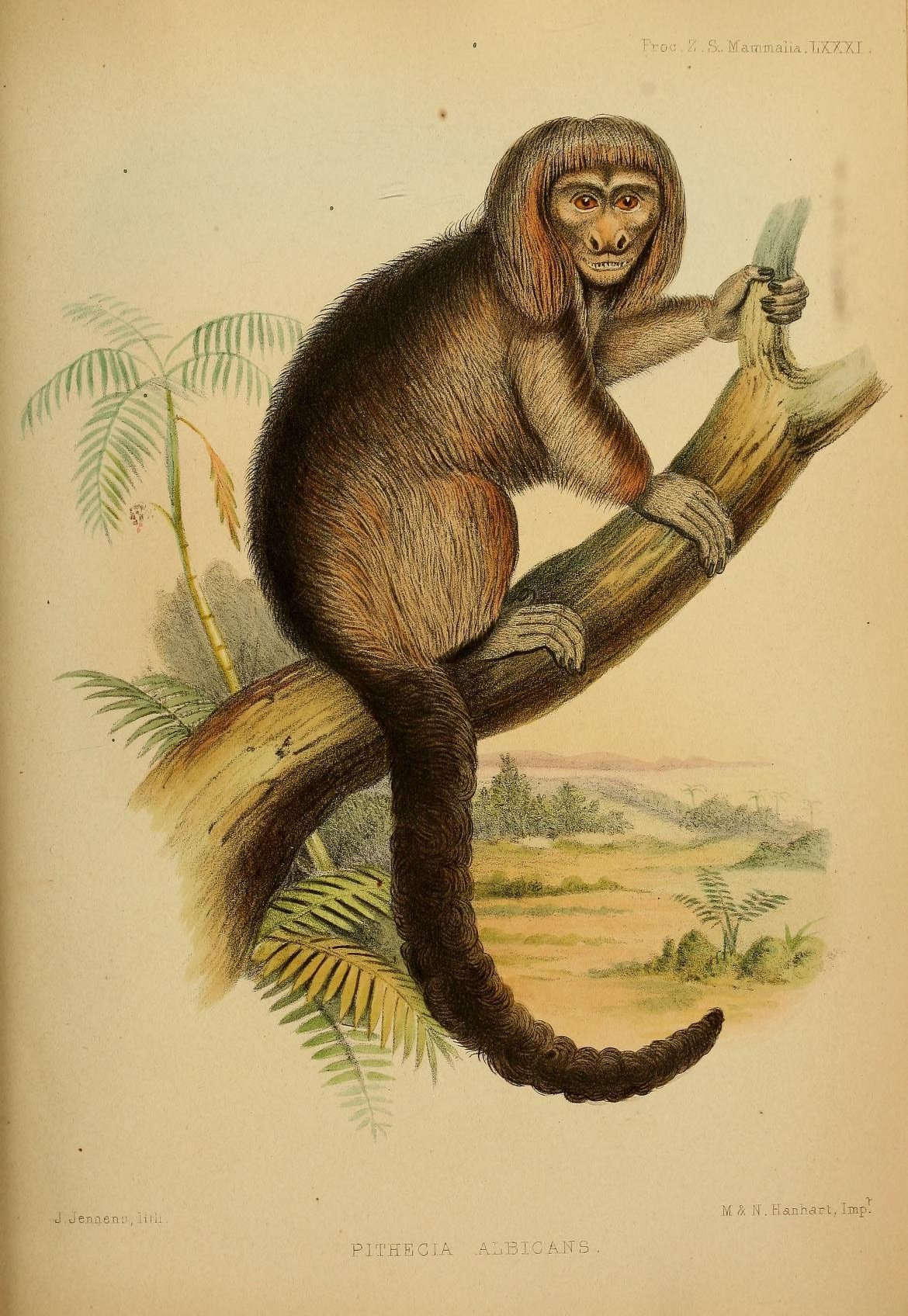
Zeichnung von Pithecia albicans aus der Erstbeschreibung von 1860

Blonde Mönchsaffen zählen zu den größten Vertretern der Sakiaffen. Sie erreichen eine Kopf-Rumpf-Länge von 50 bis 57 cm (Männchen) bzw. 38,5 bis 54 cm (Weibchen) und besitzt einen 40 bis 57 cm (Männchen) bzw. 41,5 bis 49 cm (Weibchen) langen Schwanz. Das Gewicht beträgt bis zu 3 Kilogramm. Ihr Fell ist lang und zottelig, es ist gelbbraun bis hellblond gefärbt und geht am Bauch und an der Innenseite der Gliedmaßen ins Rötliche über. Der Rücken und der Schwanz sind schwarz gefärbt. Der Schwanz ist buschig und kann nicht als Greifschwanz verwendet werden. Das dunkle Gesicht der Männchen ist unbehaart, das der Weibchen teilweise mit kurzen weißen Haaren bedeckt. Neugeborene sind dunkelbraun und haben ein kurzes Fell und unbehaarte Schwänze. Ab einem Alter von 3 Wochen bekommen sie über ein nahezu orangefarbenes Übergangsstadium allmählich die Fellfarbe der Erwachsenen. Sie behalten jedoch zunächst ihr kurzes Fell.

## Verbreitung und Lebensraum
Blonde Mönchsaffen bewohnen ein kleines Gebiet im westlichen Amazonasbecken in Brasilien. Es liegt südlich des Amazonas zwischen den Unterläufen von Rio Juruá und Rio Purus. Ihr Lebensraum sind Tiefland-Regenwälder (Igapó-Wälder und Várzea-Wälder).

## Lebensweise
Diese Primaten sind tagaktive Baumbewohner, die vorwiegend die obere Kronenschicht bewohnen, wo sie sich auf allen vieren oder springend fortbewegen. Sie leben in Familiengruppen, in denen die Partner monogam zusammenleben, und die durchschnittlich drei bis vier Tiere umfassen. Die Streifgebiete der Gruppen sind mit bis zu 200 Hektar relativ groß. Ihre Nahrung besteht vorwiegend aus Samen und Früchten, in geringem Ausmaß fressen sie Blüten, Blätter und andere Pflanzenteile sowie Insekten (weniger als 1 %). Insgesamt werden über 80 Pflanzenarten als Nahrungsquelle genutzt, wichtig sind Samen der Sapotengewächse und von Hülsenfrüchtlern. Blonde Mönchsaffen vermehren sich das ganze Jahr über. Die Jungtiere werden mit einem Alter von vier bis sechs Monaten zunehmend selbstständig und im Alter von elf Monaten sind sie vollständig ausgewachsen und haben auch die Größe der Erwachsenen erreicht.

## Gefährdung
Hauptgefahren des Blonden Mönchsaffen sind die Zerstörung ihres Lebensraums und die Bejagung. Die IUCN schätzt, dass die Gesamtpopulation in den letzten 27 Jahren um über 30 % zurückgegangen ist, und listet die Art als „gefährdet“ (vulnerable).